# Roman Sjuchevitj
Roman Sjuchevytj (ukrainska: Роман Шухевич; pseudonym: Taras Tjuprynka), född 30 juni 1907 i Krakovets i Österrike-Ungern (idag Javoriv, Lviv oblast i Ukraina), död 5 mars 1950 i Lviv, Ukrainska SSR i Sovjetunionen, var en ukrainsk general.

## Biografi
Roman Sjuchevytj var befälhavare för Nachtigallbataljonen, det första utländska förbandet i nazityska Wehrmacht. Nachtigallbataljonen befann sig i frontlinjen då Tyskland i juni 1941 inledde Operation Barbarossa, angreppet på Sovjetunionen. Bland andra kriminella aktiviteter deltog förbandet i upprensningsaktioner i Lviv, som intogs de första dagarna av kriget.
Sjuchevytj dödades den 5 mars 1950 då han skulle utföra sabotage i Bilohorsjtja i närheten av Lviv. År 2007 tilldelades han postumt utmärkelsen "Ukrainas hjälte", av president Viktor Jusjtjenko, vilken dock annullerades 2011. Med anledning av hundraårsdagen av Roman Sjuchevytjs födelse gav Ukraina ut ett frimärke. Det är inte enda gången Ukraina hedrat en kontroversiell nationalist med en frimärksutgåva. Samma sak skedde 2009 på Stepan Banderas 100-årsdag.
Sonen Juri Sjuchevitj blev i valet 2014 invald i ukrainska parlamentet för Radikala partiet. Han var bland annat ledare för gruppen UNA-UNSO (Ukrainska Nationalförsamlingen – Ukrainska Nationella Självförsvaret) som deltog i Majdanrörelsen 2013–2014.